# Francesco Boneschi
Francesco Boneschi (Pieve del Cairo, 28 giugno 1923 – Roma, 13 agosto 1989) è stato un pubblicista, scrittore e poeta italiano.

## Biografia
Francesco Boneschi nacque nel 1923 a Pieve del Cairo (PV), in quella pianura della Lomellina lombarda cui dedicherà gran parte della sua produzione poetica.
Nel dopoguerra fu a Milano dove diresse per l'editore Gastaldi le riviste Il giornale letterario e Per te.
Nel 1958 si trasferì a Roma dove conobbe il poeta Vincenzo Cardarelli, in onore del quale negli anni '60 presiederà il premio "Tarquinia - Cardarelli".
A Roma svolse attività letteraria, pubblicistica e sindacale nelle associazioni di categoria della stampa.
Dal 1974 al 1984 è stato Vice Presidente del Consiglio Nazionale dell'Ordine dei Giornalisti; tra gli anni '70 e '80 è stato Vice Presidente dell'Associazione della Stampa Romana e Vice Segretario Generale del Sindacato Libero Scrittori Italiani.
Ha pubblicato le opere di poesia: Palpiti (Alessandria 1945, Pavia 1945), Frammenti di cuore (Milano 1947), Ora che sono stanco (Siena 1960), E forse non te ho amato (Roma 1966), I miei morti mi chiamano (Roma 1973), Ora che ve ne siete andati (Roma 1983), Cuore mio (Roma 1985, 1988); i romanzi: Un romanzo della vita (Pavia 1946), Il laccio agli innocenti (Milano 1969); Appunti cinematografici: 70 films visti da uno del pubblico (Roma 1965), La terza pagina italiana : 1600 commenti ad articoli di terza pagina apparsi nei quotidiani italiani dal 1960 al 1964 (Roma 1966), Personaggi e opere della letteratura (Lucca 1968), Essere pubblicisti oggi (Roma 1981).
Ha vinto i premi di poesia "Vallombrosa" (1960), e di critica d'arte "Lombardia notte" (1977).